# Deinogalerix
Genre
Deinogalerix (du grec ancien, « terrible/terreur » + genre Galerix) est un genre fossile de gymnures qui vivaient en Italie au Miocène supérieur, il y a 7 à 10 millions d'années. 

## Classification
Le genre Deinogalerix est décrit en 1972 par le paléontologue néerlandais Matthijs Freudenthal (d) (1937-),.

## Liste des espèces
Selon Paleobiology Database en 2023, le nombre d'espèces référencées est de sept :
- Deinogalerix brevirostris Butler, 1980
- Deinogalerix freudenthali Butler, 1980
- Deinogalerix intermedius Butler, 1980
- Deinogalerix koenigswaldi Freudenthal (d), 1972[3]
- Deinogalerix masinii Villier, 2013 [4],[5]
- Deinogalerix minor Butler, 1980
- Deinogalerix samniticus Savorelli et al., 2017[6]

## Présentation
Le genre était apparemment endémique de ce qui était alors l'île du Gargano, aujourd'hui une péninsule. Les premiers spécimens de Deinogalerix ont été décrits pour la première fois en 1972.
Deinogalerix avait un visage long, mince et conique, de petites oreilles pointues, une longue queue effilée et de longs poils.

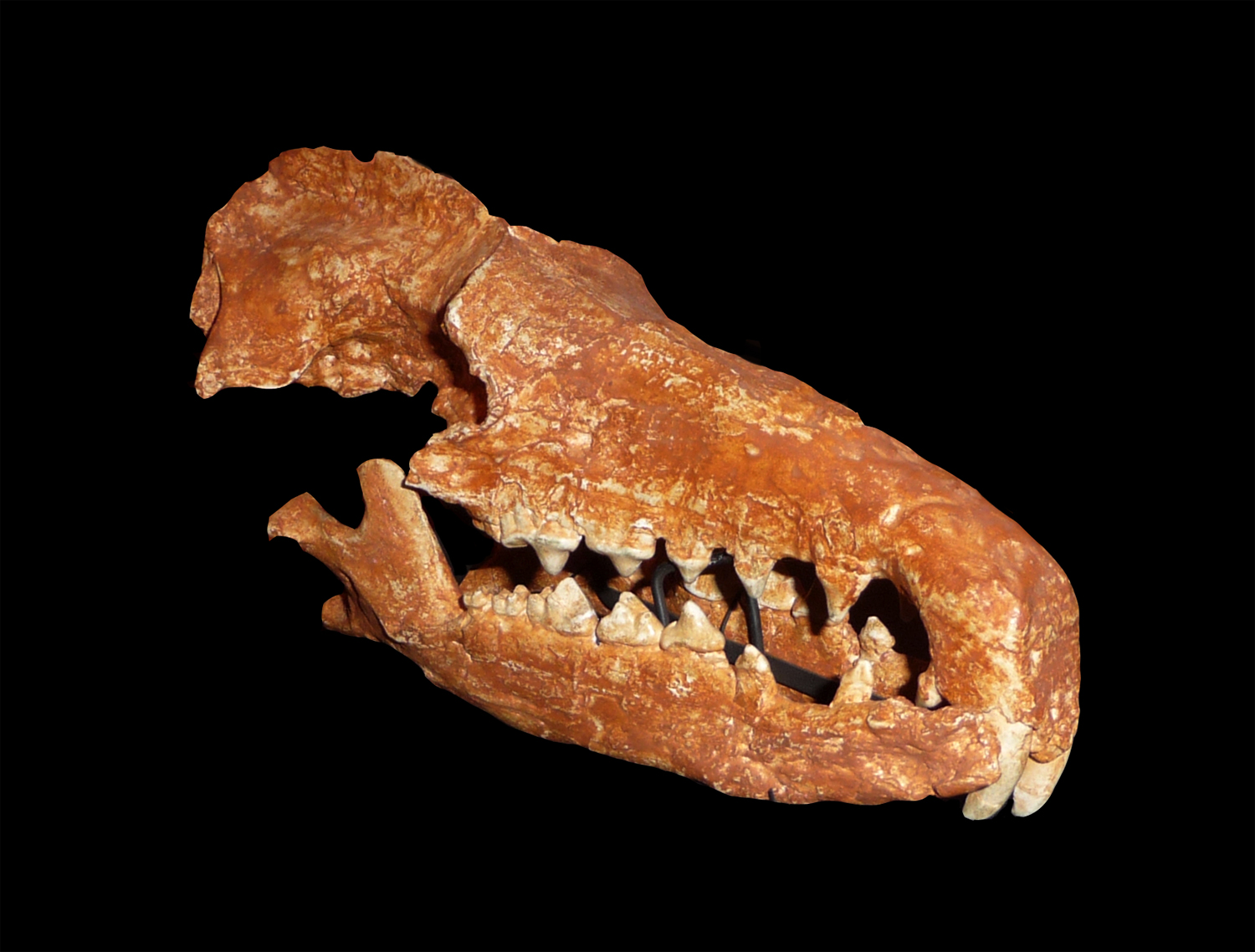
Crâne fossile de D. koenigswaldi.

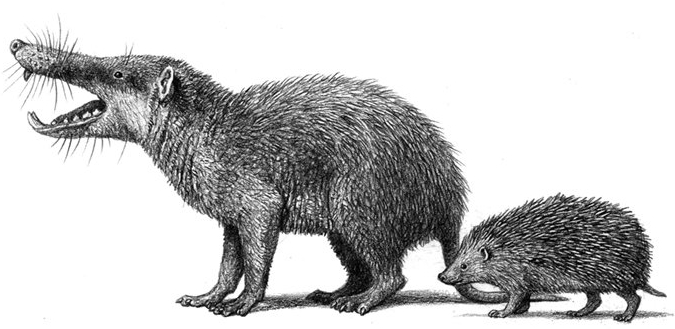
Deinogalerix à l'échelle d'un hérisson européen moderne. Œuvre de Mauricio Antón.

Le crâne de D. koenigswaldi mesurait 21 cm de long et le corps entier mesurait 60 cm. Il occupait aujourd’hui la même niche écologique que les chiens et les chats. Il partageait cette niche avec l'énorme chouette effraie (Tyto gigantea).
On pense que les espèces de Deinogalerix étaient des insectivores, se nourrissant principalement d'invertébrés comme les coléoptères, les libellules et les grillons, et peut-être même d'escargots. Mais les espèces les plus grandes ont peut-être aussi chassé des petits mammifères, des reptiles et des oiseaux.
À la fin du Miocène, ce qui est aujourd'hui l'Italie était principalement un groupe de petites îles et ce n'est que plus tard que la majorité d'entre elles ont rejoint le continent. On sait que les animaux de ces îles ont parfois évolué de manière très différente d’ailleurs. Il est donc possible que les espèces de Deinogalerix aient vécu exclusivement dans le Gargano.

### Publication originale
- [1972] (en) Matthijs Freudenthal (d), « Deinogalerix koenigswaldi nov. gen., nov. spec., a giant insectivore from the Neogene of Italy », Scripta Geologica, vol. 14,‎ 1972, p. 1–19 (lire en ligne).